# Mourir pour Dacca
Ne doit pas être confondu avec Mourir pour Zanzibar.
Mourir pour Dacca est un récit du journaliste Claude Mossé et de l'écrivain Bernard Clavel.

## L'appel de Claude Mossé
Claude Mossé est un journaliste qui travaille à Genève pour la Radio suisse romande et la Télévision suisse romande. Il a reçu un choc quand il a vu les enfants du Bangladesh, perdus dans cette guerre féroce entre le Bangladesh, l'Inde et le Pakistan qui ensanglante la région du Bengale. Des enfants qui sont en fait les premières victimes de ce conflit, des victimes innocentes. 
Cette situation, Claude Mossé ne peut la supporter, surtout depuis qu'il s'est heurté à l'indifférence du monde. Ce n'est qu'une guerre de plus, lui laisse-t-on entendre, une guerre circonscrite dans un endroit si loin de l'Europe, que l'on connaît mal et dont les grands états se désintéressent. Pas Claude Mossé qui lance sur les ondes suisses un appel vibrant à tous les hommes de bonne volonté qui ne supportent pas, eux non plus, cette situation intolérable. Il va retourner là-bas plusieurs fois et tenter autant qu'il peut de soulager, d'apporter un peu d'espoir à ces enfants abandonnés à leur sort.
C'est son expérience qu'il raconte dans ce livre, c'est son témoignage d'homme de cœur qui espère que les mots ont encore un sens et que ce qu'il a vécu pourra peut-être quelque part servir de leçon. Un livre-témoignage poignant et sans concession sur les responsabilités, sur cet engrenage de la violence, de la haine et de la mort qui s'abat sur des enfants innocents.

## La préface de Bernard Clavel
« La guerre, écrit Jean Guéhenno dans son Journal des années noires, est l'impuissance de l'homme. » 
C'est ainsi que Bernard Clavel exprime son sentiment sur ce qu'il a vécu pendant ses deux séjours au Bengale. Il est allé sur place, il a vu l'innommable, côtoyé la misère, la déchéance physique et la douleur insoutenable de ces enfants promis à la mort. « Sur cette terre du Bengale, nous avons été, Claude Mossé et moi, bouleversés, écœurés, horrifiés non seulement par toute cette souffrance mais également par ce qui provoquait cette souffrance. » Il dénonce les politiques qui subissent les pressions de leurs armées, les états complices et les marchands d'armes qui font fortune en vendant leurs machines de mort. 
Des guerres qui se font toujours sur la souffrance des peuples. Tous ceux qui acceptent la guerre au nom de principes patriotiques ou xénophobes, ou simplement comme une fatalité, tous sont coupables. Il dit son mépris, son écœurement devant le spectacle insoutenable qu'il a eu sous les yeux et l'indifférence du monde.
Ce n'est plus seulement 'l'homme en colère' qui réagit, c'est un homme désespéré par la folie meurtrière de ses semblables Bien avant qu'il écrive La peur et la haine, il va ressentir une haine terrible alimentée par son sentiment d'impuissance et s'en délivrera par l'écriture, mettant des mots sur des sentiments aussi contradictoires. C'est dans sa terre natale, en contemplant la plane de Bresse, qu'il retrouvera la paix intérieure.